# Episodi di Tales of Wells Fargo (sesta stagione)
La sesta stagione della serie televisiva Tales of Wells Fargo è andata in onda negli Stati Uniti dal 30 settembre 1961 al 2 giugno 1962 sulla NBC.
| nº | Titolo originale       | Prima TV USA      |
| -- | ---------------------- | ----------------- |
| 1  | Casket 7.3             | 30 settembre 1961 |
| 2  | The Dodger             | 7 ottobre 1961    |
| 3  | Treasure Coach         | 14 ottobre 1961   |
| 4  | Death Raffle           | 21 ottobre 1961   |
| 5  | Tanoa                  | 28 ottobre 1961   |
| 6  | Mr. Mute               | 4 novembre 1961   |
| 7  | Jeremiah               | 11 novembre 1961  |
| 8  | A Fistful of Pride     | 18 novembre 1961  |
| 9  | Defiant at the Gate    | 25 novembre 1961  |
| 10 | Man of Another Breed   | 2 dicembre 1961   |
| 11 | Kelly's Clover Girls   | 9 dicembre 1961   |
| 12 | A Killing in Calico    | 16 dicembre 1961  |
| 13 | New Orleans Trackdown  | 23 dicembre 1961  |
| 14 | Trackback              | 30 dicembre 1961  |
| 15 | Moneyrun               | 6 gennaio 1962    |
| 16 | Return to Yesterday    | 13 gennaio 1962   |
| 17 | Reward for Gaine       | 20 gennaio 1962   |
| 18 | Assignment in Gloribee | 27 gennaio 1962   |
| 19 | Incident at Crossbow   | 3 febbraio 1962   |
| 20 | Portrait of Teresa     | 10 febbraio 1962  |
| 21 | Hometown Doctor        | 17 febbraio 1962  |
| 22 | The Traveler           | 24 febbraio 1962  |
| 23 | Winter Storm           | 3 marzo 1962      |
| 24 | Chauncey               | 17 marzo 1962     |
| 25 | Who Lives by the Gun   | 24 marzo 1962     |
| 26 | To Kill a Town         | 31 marzo 1962     |
| 27 | End of a Minor God     | 7 aprile 1962     |
| 28 | Remember the Yazoo     | 14 aprile 1962    |
| 29 | The Angry Sky          | 21 aprile 1962    |
| 30 | Royal Maroon           | 28 aprile 1962    |
| 31 | The Gold Witch         | 5 maggio 1962     |
| 32 | Don't Wake a Tiger     | 12 maggio 1962    |
| 33 | The Wayfarers          | 19 maggio 1962    |
| 34 | Vignette of a Sinner   | 2 giugno 1962     |

## Casket 7.3
- Prima televisiva: 30 settembre 1961
- Diretto da: Jerry Hopper
- Scritto da: Milton S. Gelman

### Trama
- Guest star: Howard Keel (Justin Brox), Suzanne Lloyd (Christine), Torin Thatcher (Grey Man), Stephen Roberts (Wells Fargo Official), Norman Leavitt (agente), Eve McVeagh (donna), Lewis Webb (uomo), Charles Horvath (uomo)

## The Dodger
- Prima televisiva: 7 ottobre 1961
- Diretto da: R. G. Springsteen
- Scritto da: Jack Turley

### Trama
- Guest star: Philip Carey (Jay Squire), Claude Akins (Rake), Steve Darrell (sceriffo), Jon Lormer (impiegato), Paul Barselou (Happy), William Hunter (Red Martin), Richard Warren (Smitty), Coleman Francis (uomo), Paul McGuire (uomo)

## Treasure Coach
- Prima televisiva: 14 ottobre 1961
- Diretto da: R. G. Springsteen

### Trama
- Guest star: Robert Vaughn (Billy Brigode), Pat Crowley (Lydia), Jocelyn Brando (Frances Cobb), J. Pat O'Malley (dottor Cobb), Shari Lee Bernath (Melissa), Tol Avery (Kellems), Boyd Stockman (conducente)

## Death Raffle
- Prima televisiva: 21 ottobre 1961

### Trama
- Guest star: Gary Clarke (Davey Hewitt), Kelly Thordsen (Ben), Gregg Palmer (Steger), Grant Sullivan (Dutch), Paul Bryar (Sam), David Garcia (Floyd), Skip Torgerson (Brady), Rankin Mansfield (impiegato), Gene Roth (conducente), Bennye Gatteys (Jessamie), Charles Tannen (banchiere)

## Tanoa
- Prima televisiva: 28 ottobre 1961

### Trama
- Guest star: Rodolfo Acosta (Red Knife), Patricia Michon (Tanoa), Richard Hale (Pochalo), Charles Watts (Anderson), Ricky Branson (Wahneehee), Boyd Stockman (Lom), Sara Taft (Mrs. Forbes), Iron Eyes Cody (Medicine Man), Erwin Neal (ubriaco), Hal Needham (Brave)

## Mr. Mute
- Prima televisiva: 4 novembre 1961

### Trama
- Guest star: Lyle Bettger (LaPorte), Ron Soble (Dorcus), Lane Bradford (Hull), Steve Darrell (sceriffo), Chubby Johnson (Ernie), James Goodwin (Henry), Gene Roth (Contractor), Vito Scotti (Mr. Mute)

## Jeremiah
- Prima televisiva: 11 novembre 1961

### Trama
- Guest star: Albert Salmi (Jeremiah Logart), Nancy Gates (Amelia Cavendish), Margarita Cordova (Serafina), Joseph Ruskin (Shelby), Bryan Russell (Jody), Jennifer Gillespie (Karen), Joe Brown (Martin), Steve Warren (Donner), X Brands (Brock)

## A Fistful of Pride
- Prima televisiva: 18 novembre 1961

### Trama
- Guest star: Eddie Albert (Bonzo Croydon), Barbara Stuart (Lucy Croyden), Ed Nelson (Frisco Kid), Gina Gillespie (Cindy Croydon), David White (Dooley), Dennis McCarthy (Willis), Harry Holcombe (giudice), Clegg Hoyt (Crony), H. M. Wynant (Carson), Donald Elson (Crony)

## Defiant at the Gate
- Prima televisiva: 25 novembre 1961

### Trama
- Guest star: Tom Tully (Matt Blackner), Gloria Talbott (Narcissa), Frank Ferguson (Deacon), L. Q. Jones (Striker), Nesdon Booth (colonnello Biscayne), Joe Forte (Justice of the Peace)

## Man of Another Breed
- Prima televisiva: 2 dicembre 1961

### Trama
- Guest star: Robert Middleton (Caleb Timmons), Debra Paget (Kate Timmons), Dee Pollock (Arly Timmons), Tom Gilson (Buck Timmons), Ina Victor (Hostess), Willis Bouchey (Frank Dane), John Zaremba (sceriffo), Wright King (Will Norris)

## Kelly's Clover Girls
- Prima televisiva: 9 dicembre 1961

### Trama
- Guest star: Virginia Field (Kelly Green), Lisa Gaye (Sunset), Michael Pate (Kalo), Dawn Wells (Molly), Steve Darrell (sceriffo), William Mims (Canby), Glenn Strange (Craiger), Earl Hansen (Benson), Paul Wexler (Charlie), Phil Chambers (agente), Hank Patterson (Coleman Flagg)

## A Killing in Calico
- Prima televisiva: 16 dicembre 1961

### Trama
- Guest star: Dean Jones (Jamie Coburn), John Larch (Beaker), Patricia Breslin (Theresa Coburn), George Brenlin (Wolf), Byron Foulger (), Herb Vigran (negoziante)

## New Orleans Trackdown
- Prima televisiva: 23 dicembre 1961

### Trama
- Guest star: Tina Louise (Helene Montclair), Hank Brandt (Roger Montclair), Isobel Elsom (Madeleine Montclair), Wilton Graff (Manfred Montclair), Robert Bailey (Gilbert Asher), Mauritz Hugo (Dallas Stone), Carmen Phillips (Gigi), Valentin de Vargas (Carlos Estabanio), Jess Kirkpatrick (Gus), Don C. Harvey (Joe), John Damler (Coley), Kit Carson (Charlie), Marjorie Bennett (Landlady), Craig Duncan (barista), Chester Jones (Thomas Butler), Ronnie Rondell, Jr. (uomo), Dean Smith (uomo)

## Trackback
- Prima televisiva: 30 dicembre 1961

### Trama
- Guest star: Richard Rust (Wally Lambert), Leo Gordon (Frank Lambert), Morgan Woodward (Steve Taggart), Steve Darrell (sceriffo), John Cliff (Chuck Devers), Edward Mallory (Ron)

## Moneyrun
- Prima televisiva: 6 gennaio 1962

### Trama
- Guest star: Michael Ansara (colonnello Peralta), Anna Navarro (Carla Remosa), Baynes Barron (Scorpio), Rodolfo Hoyos, Jr. (colonnello Navarro), Vinton Hayworth (Travers), Frank Gerstle (Tim), Phil Chambers (impiegato), Larry Chance (Lucera), George Dolenz (Rafael de Lopa)

## Return to Yesterday
- Prima televisiva: 13 gennaio 1962

### Trama
- Guest star: Dianne Foster (Ella Congreve), Yvette Vickers (Agnes Jenkins), Addison Richards (Simon Congreve), Lew Gallo (Harry Bowen), Steve Darrell (sceriffo), Phil Chambers (impiegato), Phil Tully (McGuire), William Challee (Jim Suggett), Jason Robards, Sr. (Ira P. Strickland), Mack Williams (colonnello Hampden), Adam Stewart (Atherton)

## Reward for Gaine
- Prima televisiva: 20 gennaio 1962

### Trama
- Guest star: John Doucette (sergente Gaine), John Anderson (colonnello Bledsoe), Robert Osterloh (caporale Simon), Brad Weston (Prentiss), John War Eagle (Kill Eagle), Steve Terrell (Tribly), Robert Karnes (caporale Lark), L. T. Lucas (Boulanger), Allen Pinson (Moore), Kit Carson (guardia), Dean Smith (guardia), Linda Dangcil (Feather)

## Assignment in Gloribee
- Prima televisiva: 27 gennaio 1962

### Trama
- Guest star: Rod Cameron (Nathan Chance), Patricia Owens (Katherine Anne Murdock), Steve Darrell (sceriffo), Stafford Repp (maggiore Shankford), Gene Roth (conducente), Leonard P. Geer (Jeelo Curran), George Kennedy (Hawk)

## Incident at Crossbow
- Prima televisiva: 3 febbraio 1962

### Trama
- Guest star: Michael Forest (Duke Tolliver), Robert Sampson (Arthur King), Russell Thorson (Jug Perry), Hal Baylor (Hondo), Dan Sheridan (Sam Storey), Allen Jaffe (Case), Robert Williams (Charlie Dodge), Dara Howard (Flo Healey)

## Portrait of Teresa
- Prima televisiva: 10 febbraio 1962

### Trama
- Guest star: Arthur Franz (Mel Akins), George Keymas (Miguel), Rico Alaniz (Lopez), Roberto Contreras (Antonia), Don Kennedy (Deputy), Rankin Mansfield (negoziante), Marya Stevens (Rosita), William Fawcett (conducente della diligenza), Richard Warren (Blacksmith), Georgette Duval (Teresa), Bill Catching (mandriano), Boyd Stockman (mandriano), Hal Needham (mandriano), Boyd 'Red' Morgan (mandriano)

## Hometown Doctor
- Prima televisiva: 17 febbraio 1962

### Trama
- Guest star: Richard Long (dottor Jeremy Wilson), Ken Scott (Stringer), George D. Wallace (Cross), Lillian Bronson (Missie Blake), Steve Darrell (sceriffo), Paul Sorenson (mandriano), Francis McDonald (Jethro), Hank Patterson (conducente), Emerson Treacy (Doc Quinney), Roy Barcroft (Sam Rogers), Boyd 'Red' Morgan (mandriano), Leonard P. Geer (mandriano), Nina Shipman (Gloria Wilson)

## The Traveler
- Prima televisiva: 24 febbraio 1962

### Trama
- Guest star: Jack Warden (Brad Axton), Phil Chambers (impiegato), Ken Mayer (Sunderman), Warren J. Kemmerling (Morgan), Tyler McVey (Max Andrews), Hank Patterson (conducente), Dorothy Lovett (Mrs. Reeves), John Craven (Simmons), Leon Tyler (Roberts), Dan White (barista), Celia Kaye (Julie), Chuck Roberson (Lee), Debbie McGowan (Cindy), Paul Baxley (Olins)

## Winter Storm
- Prima televisiva: 3 marzo 1962

### Trama
- Guest star: Dan Duryea (Marshal Blake), R. G. Armstrong (Hanson), Eddie Firestone (Kelly), James Beck (Eddie Pierce), Gale Garnett (Ruth), Boyd Stockman (Tom)

## Chauncey
- Prima televisiva: 17 marzo 1962

### Trama
- Guest star: Burt Brinckerhoff (Chuck Evans), Phil Chambers (Ben Whipple), Donald Elson (J. C. Clegg), Lewis Martin (colonnello Reese), Andy Albin (zio Joe), Mabel Forrest (Mrs. Reese), Jennie Lynn (bambino), Franklin Carson (Urchin), Tom Downing (Posse Man), Kit Carson (Posse Man), Jack Carry (coltivatore)

## Who Lives by the Gun
- Prima televisiva: 24 marzo 1962

### Trama
- Guest star: Judith Evelyn (Emily Callan), Bart Patton (Jeff Callon), John Archer (Grant Reynolds), John Alderson (Gage), Paul Birch (sceriffo Maxon), Rex Holman (Tolly Sherman), John Mitchum (barista), Kit Carson (uomo), Kathie Browne (Peggy), Howard Wright (Doc Finley)

## To Kill a Town
- Prima televisiva: 31 marzo 1962

### Trama
- Guest star: Buddy Ebsen (Lou Reese), Russell Johnson (Norman Hall), Peter Helm (Jason Moore), Harry Lauter (Pete), Roy Wright (Blacksmith), Dan Riss (Barkeep), Olan Soule (negoziante), Joan Staley (Clarissa)

## End of a Minor God
- Prima televisiva: 7 aprile 1962

### Trama
- Guest star: Lin McCarthy (Billy Trent), Jan Merlin (Johnny Fullen), William Schallert (Paul Grieg), Steve Darrell (sceriffo), Phil Chambers (impiegato), Walter Coy (sceriffo Vinocur), Robert J. Stevenson (Art Riddle), Hank Patterson (Benson), Jon Lormer (Bert Henshey), Kit Carson (Horace), Eileen Ryan (Lorry)

## Remember the Yazoo
- Prima televisiva: 14 aprile 1962

### Trama
- Guest star: James Westerfield (Sam Heffridge), Jason Evers (Tom Kelly), Richard Devon (Pierre Carondelet), Alan Napier (colonnello Decatur), Robert Cornthwaite (Anthony Boaz), Jonathan Kidd (Dunbar Burnett), Gil Perkins (Winstead), Boyd Stockman (uomo), Jeanne Bal (Annette Decatur), Bobby Johnson (Messenger)

## The Angry Sky
- Prima televisiva: 21 aprile 1962

### Trama
- Guest star: Fay Spain (Marie Jarnier), Arch Johnson (Swede Lowell), Robert Colbert (Rossi), James Griffith (Roland Jensen), Anne Barton (Helen Lowell), Gabrielle des Enfants (Kathy), Bill Catching (mandriano), George Sawaya (ubriaco), Paul Baxley (ubriaco), Roy N. Sickner (scagnozzo)

## Royal Maroon
- Prima televisiva: 28 aprile 1962

### Trama
- Guest star: Kathleen Crowley (Royal Maroon), Harold Stone (Brian), Frank Ferguson (Sedge), Ron Foster (Ken Logan), Rush Williams (Shotgun), Charles Seel (dottor Fergus)

## The Gold Witch
- Prima televisiva: 5 maggio 1962

### Trama
- Guest star: Ron Randell (Arthur Reardon), Alan Hale, Jr. (Denning), Diana Millay (Ruth Reardon), Whit Bissell (Charlie), Steve Darrell (sceriffo), Claire Carleton (Mary Sue), Jeff Morris (Ed), Gail Bonney (Elizabeth), Laya Raki (Gypsy Girl)

## Don't Wake a Tiger
- Prima televisiva: 12 maggio 1962

### Trama
- Guest star: Jim Davis (Jonas Sawyer), Royal Dano (Robert Mapes), Marjorie Reynolds (Helen Mapes), Harp McGuire (Sam Harris), Charlie Briggs (Andy Stone), William Tannen (Ollie Cooper), Mark Allen (Bill), Tom Greenway (Henry Sharp), Hank Patterson (conducente della diligenza), Kit Carson (Danny), Mauritz Hugo (agente), Allen Pinson (Shotgun), Gary Clarke (Davie Sawyer)

## The Wayfarers
- Prima televisiva: 19 maggio 1962

### Trama
- Guest star: James Coburn (Ben Crider), Hugh Marlowe (George Adams), Roxane Berard (Ada Parker), Robert Bray (Henry Maxon), Robert Ellenstein (Augustus Parmalee), June Vincent (Grace Adams), Paul Fierro (Bandit), Alex Montoya (Juan)

## Vignette of a Sinner
- Prima televisiva: 2 giugno 1962

### Trama
- Guest star: Jeff Morrow (Les Caldwell), Joyce Taylor (Rachel Whitman), James Craig (sceriffo), Edward Platt (Doc Bell), Sam Gilman (Rockway), Dean Smith (McLeod), William Mims (Lucius Kramm)